# Marek Robaczewski
Marek Robaczewski (ur. 23 stycznia 1958) – polski aktor, tekściarz i reżyser dubbingowy. Bardzo rzadko występuje przed kamerami. Syn aktorów Eugeniusza Robaczewskiego i Wandy Elbińskiej-Robaczewskiej.

## Życiorys
Pracę w dubbingu zaczął jako dziecko w filmie reżyserowanym przez Zofię Dybowską-Aleksandrowicz. Ukończył Państwową Wyższą Szkołę Teatralną w Warszawie w 1980 roku.
W latach 1980–1990 był związany zawodowo z Teatrem Narodowym w Warszawie, w latach 1990–1992 z Teatrem Północnym w Warszawie, a w latach 1992–1995 z Teatrem Syrena w Warszawie. Ożenił się z dialogistką Barbarą Robaczewską i ma z nią dwójkę dzieci. Zarówno syn Tomasz Robaczewski jak i córka Marta Robaczewska są dialogistami.

## Filmografia

### Filmy fabularne
- 2009: Złoty środek – obsada aktorska
- 1993: Człowiek z... – obsada aktorska

### Seriale telewizyjne
- 2000: Czternaście bajek z Królestwa Lailonii Leszka Kołakowskiego – Kaku (głos, odc. 11)
- 1999–2001: Graczykowie – polski emigrant (głos, odc. 44)

### Lektor[a]
- 1999: Dragon Ball
- 2000: Dragon Ball Z
- 2000: Dragon Ball GT
- 2001: Dragon Ball Z: Martwa strefa
- 2001: Dragon Ball Z: Najsilniejszy wojownik na Ziemi
- 2001: Dragon Ball Z: Największy pojedynek na świecie

## Polski dubbing

### Reżyseria dubbingu
- 2017–2020: Kacze opowieści
- 2017: Zhu Zhu
- 2015: Miraculum: Biedronka i Czarny Kot
- 2014: Geronimo Stilton (odc. 27-52)
- 2014: Wakacje Mikołajka
- 2014: Noe: Wybrany przez Boga
- 2013: Myszka Miki
- 2013: Smerfy 2
- 2012: Asterix i Obelix: W służbie Jej Królewskiej Mości
- 2012: Futurama
- 2012: Madagaskar 3
- 2012: Inazuma 11
- 2012: Kopciuszek. Inna historia
- 2012: ThunderCats
- 2012: Piraci!
- 2011: Jednostka przygotowawcza
- 2011: Smerfy
- 2010: Madagwiazdka
- 2010: Biała i Strzała podbijają kosmos
- 2010: Powodzenia, Charlie!
- 2010: Zemsta futrzaków
- 2010: Big Time Rush
- 2010: Imagination Movers
- 2009: Mikołajek
- 2008: Madagaskar 2
- 2008: Wyprawa na Księżyc 3D
- 2008: Asterix na olimpiadzie
- 2007: Lissi na lodzie
- 2007: Lucky Luke na Dzikim Zachodzie
- 2006: Wyspa dinozaura
- 2006: Hannah Montana
- 2006: Brzydkie kaczątko i ja
- 2006: Nowa szkoła króla
- 2006: I ty możesz zostać bohaterem
- 2006: Alex Rider: Misja Stormbreaker
- 2006: Na psa urok
- 2006: Karol. Papież, który pozostał człowiekiem
- 2006: Dżungla
- 2005: Wallace i Gromit: Klątwa królika
- 2005: Ufolągi (odc. 1-26)
- 2005: Obcy z głębin
- 2005: Dzika rodzinka 2
- 2005: Amerykański smok Jake Long
- 2005: Karol. Człowiek, który został papieżem
- 2005: Magiczna karuzela
- 2005: Mali Einsteini
- 2004: Terminal
- 2004: Wygraj randkę
- 2004: Ziemniak – ostatnie starcie
- 2004: Baśniowy świat 5
- 2003: Pełzaki szaleją
- 2003–2005: Młodzi Tytani (odc. 1-26)
- 2003: Mali odkrywcy
- 2003: El Cid – legenda o mężnym rycerzu
- 2003: Baśniowy świat 3
- 2001–2004: Samuraj Jack
- 1993: Miasteczko Halloween
- 1987: Nastolatki z Beverly Hills
- 1964: Mary Poppins

### Role aktorskie
- 2020: Płazowyż – Hopadajasz „Hopek” Motyka
- 2018: Legend of the Three Caballeros – Sknerus McKwacz (odc. 12)
- 2018–2021: Kacze opowieści – Sknerus McKwacz
- 2017: Gru, Dru i Minionki – Gru
- 2015: Minionki – mały Gru
- 2013–2019: Myszka Miki – Sknerus McKwacz
- 2013: Minionki rozrabiają – Gru
- 2012–2014: Violetta – Antonio
- 2012: Asterix i Obelix: W służbie jej Królewskiej Mości – kat
- 2012: Inazuma 11 – Harry Evans
- 2012: Bunt FM – Pan Margowsky
- 2012: Redakai: W poszukiwaniu Kairu
- 2012: Risen 2: Dark Waters
- 2011: Wiedźmin 2: Zabójcy królów – Żegota
- 2011: Matki w mackach Marsa
- 2010: Jak ukraść księżyc – Gru
- 2010: Hero 108
- 2010: Harry Potter i Insygnia Śmierci, cz. 1 – mężczyzna wyciągany siłą z Ministerstwa Magii
- 2010: Randka z gwiazdą – Dean Olson
- 2009: Mała Lulu –
  - Eddie,
  - Wilbur
- 2009: Pokémon: Arceus i Klejnot Życia –
  - jeden ze strażników,
  - mężczyzna na polu
- 2009: Książę i żebrak – hollywoodzka opowieść – Milles
- 2007: Barbie i magia tęczy – Grzybiak
- 2007: Moi przyjaciele – Tygrys i Kubuś
- 2006: Wymiennicy
- 2006: Nowa szkoła króla
- 2006: Wpuszczony w kanał – szczur zapowiadający koniec świata
- 2006: Po rozum do mrówek – Żaba
- 2006: Dżungla – Hyrax
- 2005: Johnny Test
- 2005: Wallace i Gromit: Klątwa królika
- 2005: Magiczna karuzela –
  - Cukiernik,
  - Pan Rusty,
  - Szkielet
- 2004: Król lew 3: Hakuna matata –
  - zebra,
  - zwierzęta,
  - Śmigacz
- 2004: Przygody Lisa Urwisa – Cointreau
- 2004: Baśniowy świat 5 – Kot
- 2004: Terminal
- 2004: Świątynia pierwotnego zła – Mistrz
- 2003: Kot
- 2003: Gdzie jest Nemo?
- 2003: Zapłata
- 2003: Baśniowy świat 3 – Thomas Jefferson
- 2003: Sindbad: Legenda siedmiu mórz – Li
- 2002: Śnięty Mikołaj 2
- 2000–2006: Hamtaro – wielkie przygody małych chomików – Tonio
- 1999: Animaniacy: Życzenie Wakko – Dyrektor
- 1996: Aladyn i król złodziei – Fazal
- 1996–1997: Kacza paczka
- 1995–2002: Timon i Pumba –
  - guziec #1 (odc. 72a),
  - jaszczurka (odc. 77a),
  - lew (odc. 77a),
  - pracownik poczty (odc. 78b),
  - mężczyzna przy drzwiach (odc. 79a),
  - duch (odc. 80b),
  - kierowca sportowego auta (odc. 83a),
  - strażnik arabskiego bazaru #1 (odc. 83b),
  - Tumba (odc. 84b)
- 1995–1996: Maska
- 1995: Głupi i głupszy
- 1993−1994: Droopy, superdetektyw – Dripple
- 1987–1990: Kacze opowieści (pierwsza wersja dubbingowa) – skaut-prosiak (odc. 53)
- 1987: Kocia ferajna w Beverly Hills – Picuś
- 1981–1990: Smerfy –
  - Ciamajda (z wyjątkiem nowej wersji dubbingowej sezonów 1-4),
  - Niechluj (w starej wersji dubbingowej sezonu 2),
  - Mazgaj (sezon 7)
- 1973: Robin Hood
- 1961–1962: Kocia ferajna (druga wersja dubbingowa) – Picuś

### Teksty piosenek
- 2019: Playmobil: Film – oprócz „Płyń jak rzeka”
- 2019: Café Myszka: Café Szwarc – segment „Słodycze albo psikus”
- 2018: Krzysiu, gdzie jesteś? (wspólnie z Zofią Jaworowską)
- 2018: Młodzi Tytani: Akcja! Film
- 2018: Książę Czaruś
- 2018: Tarzan i Jane – „Światy dwa”
- 2017: Rock Dog. Pies ma głos!
- 2016: Kacza gwiazdka: Święta u Mikiego
- 2015: Hotel Transylwania 2
- 2014: My Little Pony: Equestria Girls: Rainbow Rocks – oprócz „Ogon w ruch”
- 2014: Pszczółka Maja. Film (wspólnie z Magdaleną Kujawską)
- 2014: Szeryf Kaja na Dzikim Zachodzie (wspólnie z Różą Maczek)
- 2014: Noe: Wybrany przez Boga
- 2013–2014: The Garfield Show – odc. 84-96a
- 2013 Samoloty – „Benzyny zew”
- 2012–2017: Niesamowity świat Gumballa
- 2012: Renifer Niko ratuje brata
- 2012: Hotel Transylwania
- 2012−2013: Przygody Myszki Miki i Kaczora Donalda (druga wersja dubbingowa)
- 2012–2021: Klinika dla pluszaków
- 2012: Goryl Śnieżek w Barcelonie
- 2012: Mambo, Lula i piraci
- 2012: Księżniczka Lillifee
- 2012: Lorax
- 2011: Winx Club: Magiczna przygoda
- 2011: Jednostka przygotowawcza
- 2011: Kubusiowe przygódki
- 2011: Smerfy
- 2011: Delfin Plum – „Bądź królem morskich fal”
- 2011: Gnomeo i Julia – „The Crocodile Rockin’”
- 2010: Mysi agenci
- 2010: To Timmy! – czołówka
- 2010: Disco robaczki
- 2010: Dzwoneczek i uczynne wróżki
- 2010: Shrek Forever (wspólnie z Bartoszem Wierzbiętą)
- 2009−2013: Kaczor Donald przedstawia
- 2009: Historia Kapitana Smitha
- 2009–2010: Moi przyjaciele – Tygrys i Kubuś – odc. 27-65
- 2008: Lissi na lodzie
- 2008: Asterix na olimpiadzie
- 2008: Zaczarowana – „Stąd właśnie wiesz”
- 2007: Heathcliff i Marmaduke
- 2007: Kim Kolwiek – odc. 66, 70, 87
- 2007: Lis i Pies 2
- 2007–2012: Fineasz i Ferb – czołówka, odc. 1-5, 7, 11-15, 37, 58, 79, 81-87, 89-91
- 2007: Barbie jako księżniczka wyspy
- 2007: Kopciuszek III: Co by było, gdyby...
- 2007: Pupilek
- 2006–2016: Klub przyjaciół Myszki Miki
- 2006: Ciasteczkowy festyn (druga wersja dubbingowa)
- 2006: Mój brat niedźwiedź 2
- 2006: Epoka lodowcowa 2: Odwilż
- 2006: Miki i Donald przedstawiają Goofy’ego sportowca
- 2005: Nowe szaty króla 2: Kronk – Nowe wcielenie
- 2005: Harry Potter i Czara Ognia
- 2005: Tarzan 2: Początek legendy
- 2005: Madagaskar – „Wyginam śmiało ciało”
- 2005: Pełzaki szaleją
- 2005: Kubuś i Hefalumpy
- 2004: Ekspres polarny
- 2004: Mickey: Bardziej bajkowe święta
- 2004: Magiczna gwiazdka Mikiego: Zasypani w Café Myszka
- 2004: Mulan II
- 2004: Barbie jako księżniczka i żebraczka
- 2004: Mickey, Donald, Goofy: Trzej muszkieterowie
- 2004: Garfield
- 2004: Shrek 2
- 2004: Miki i Czarodziejska Fasola (pierwsza wersja dubbingowa)
- 2004: Baśniowy świat 6
- 2004: Baśniowy świat 5
- 2004: Rogate ranczo
- 2004: Maleństwo i przyjaciele
- 2004: Kot
- 2004: Mój brat niedźwiedź
- 2003: Herkules (pierwsza wersja dubbingowa)
- 2003 Prosiaczek i przyjaciele
- 2003: Kubusiowe opowieści
- 2002–2003: Café Myszka
- 2002: Śnięty Mikołaj 2
- 2002: Kubuś Puchatek: Puchatkowego Nowego Roku
- 2002: Mustang z Dzikiej Doliny
- 2002: Cubix – czołówka
- 2002: Mała księga dżungli
- 2002: Pszczółka Maja: Urodzinowa niespodzianka
- 2002: Piotruś Pan: Wielki powrót
- 2002: Kopciuszek II: Spełnione marzenia
- 2002: Latające misie – czołówka
- 2002: Królowie i królowe – czołówka
- 2002: Aparatka – czołówka
- 2001: Pszczółka Maja: Wielka burza
- 2001: Owca w Wielkim Mieście – odc. 15, 19-20, 23
- 2001: Wielki mysi detektyw
- 2001: Byle do przerwy
- 2001: Wakacje. Żegnaj szkoło – „Tamburyn”
- 2001: Sabrina
- 2001: Pokémon 2: Uwierz w swoją siłę
- 2001: Produkcje Myszki Miki (odc. 15)
- 2001: Mała Syrenka 2: Powrót do morza
- 2001: Zakochany kundel II: Przygody Chapsa
- 2001: Robin Hood
- 2000: Wigilijna opowieść
- 2000: Pierwsza wigilia Misia Yogi
- 2000: Mickey: Bajkowe święta
- 2000: Droga do El Dorado
- 2000: Tygrys i przyjaciele
- 2000: Chojrak – tchórzliwy pies (odc. 30, 37)
- 2000: Disney zaprasza: Największe przeboje
- 2000: Jetsonowie spotykają Flintstonów
- 2000: Toy Story 2 – „Gang Chudego”, „Kiedy mnie kochała”
- 1999: Tarzan
- 1999: Pocahontas 2: Podróż do Nowego Świata
- 1999: 101 dalmatyńczyków
- 1999: Animaniacy: Życzenie Wakko
- 1999–2000: I pies, i wydra
- 1999: Brzydkie kaczątko
- 1999: Yabba Dabba Do! (pierwsza wersja dubbingowa)
- 1999: Czterech wspaniałych
- 1999: Histeria
- 1999: Na psią nutę
- 1999: Maska – czołówka (sezony II–III)
- 1999: Dawno temu w trawie – „Chwila ta nadeszła już”
- 1998: Piękna i Bestia. Zaczarowane święta
- 1998: Mulan
- 1998: Magiczny miecz – Legenda Camelotu
- 1998: Fantastyczne przygody Sindbada Żeglarza (pierwsza wersja dubbingowa) – czołówka
- 1998: Jetsonowie (druga wersja dubbingowa) – odc. 73
- 1998: Kong – król dżungli
- 1998: Oliver i spółka
- 1998: Tajemnica zaginionej skarbonki
- 1998−2000: Timon i Pumba – odc. 5, 7-13, 22, 34, 36
- 1998: Miś Yogi (serial 1988) – czołówka
- 1998: Mała Syrenka
- 1998: Droopy, superdetektyw – odc. 1-5, 10-11
- 1998: Niedźwiedź w dużym niebieskim domu (pierwsza wersja dubbingowa)
- 1998: Kundle i reszta – czołówka
- 1998: Niezwykła przygoda Kubusia Puchatka
- 1998: Omer
- 1998: Anastazja
- 1997–1998: Hej Arnold! (pierwsza wersja dubbingowa)
- 1997: Bernard i Bianka w krainie kangurów (druga wersja dubbingowa)
- 1997: Bernard i Bianka
- 1997: Przygody Kubusia Puchatka
- 1997: Toyland – W świecie zabawek
- 1997: Bodzio – mały helikopter (pierwsza wersja dubbingowa) – czołówka
- 1997: Muzyczna walentynka Walta Disneya – „W moim śnie”, „Sny moje spełnią się”, „DTV Song”
- 1997: Zima wśród wierzb
- 1996: Muzyczna gwiazdka w świecie Walta Disneya
- 1996: Opowieść wigilijna Myszki Miki
- 1996: Głupi i głupszy (odc. 13)
- 1996: Goofy na wakacjach
- 1996: Opowieści taty bobra – czołówka
- 1996: O czym szumią wierzby
- 1996–1997, 2015: Myszka Miki i przyjaciele
- 1995: Rupert (pierwsza wersja dubbingowa)
- 1995: Pokój z widokiem
- 1995: Przygody Speeda Błyskawicy – czołówka
- 1995: Czarodziejska księga – czołówka
- 1995: Bobaskowo – czołówka
- 1994: Hrabia Kaczula – czołówka

Źródło:

## Teksty piosenek
- 2010: Póki słońce ma blask – piosenka w wykonaniu Ireny Santor z jej płyty Kręci mnie ten świat
- 2010: Ani dużo ani mało – piosenka z płyty zespołu Dżem – Muza